# Испания на зимних Олимпийских играх 2002
Испания принимала участие в Зимних Олимпийских играх 2002 года в Солт-Лейк-Сити (США) в шестнадцатый раз за свою историю, но не завоевала ни одной медали. Сборная страны состояла из 7 спортсменов (4 мужчины, 3 женщины).

## Состав сборной
Испанию представляла делегация из 7 спортсменов: 4 мужчины и 3 женщины, которые выступали в 3 видах спорта: горные лыжи, беговые лыжи и сноуборд. 
Самой младшей участницей сборной была 20-летняя горнолыжница Каролина Руис Кастильо, самым старшим  — 32-летний лыжник Хуан Хесус Гутиеррес.
Знаменосцем на церемонии открытия был Икер Фернандес Ронкаль (сноубордист).

## Результаты
Лучший результат в сборной, как и на предыдущей Олимпиаде, показала горнолыжница Мария Хосе Рьенды Контрерас в гигантском слаломе.
Олимпиада в Солт-Лейк-Сити запомнилась значительным числом скандалов, связанных с применением спортсменами запрещённых препаратов. Так, в соревнованиях мужчин 3 лыжных гонки (10+10 км, 30 км и 50 км) со значительным преимуществом выиграл Йохан Мюлегг, но через несколько недель он был уличён в применении допинга и лишился своих наград, соответственно, сборная Испании лишилась медалей.

### Горнолыжный спорт
Испанию в этом виде спорта представляли только женщины.
Состязания у женщин прошли с 12 по 22 февраля; скоростной спуск, супергигант и комбинация проходили на трассах в Сноубэйсин, гигантский слалом — в Парк-Сити, слалом — в Дир-Вэлли.
| Спортсменка                 | Соревнование      | 1 спуск         | 2 спуск | Результат | Результат |
| Спортсменка                 | Соревнование      | Время           | Время   | Время     | Место     |
| --------------------------- | ----------------- | --------------- | ------- | --------- | --------- |
| Каролина Руис Кастильо      | Супергигант       |                 |         | 1:15.17   | 15        |
| Каролина Руис Кастильо      | Гигантский слалом | не финишировала | —       | —         | —         |
| Ана Галиндо Сантолария      | Гигантский слалом | 1:18.84         | 1:17.39 | 2:36.23   | 24        |
| Мария Хосе Рьенда Контрерас | Гигантский слалом | 1:16.73         | 1:15.80 | 2:32.53   | 6         |
| Каролина Руис Кастильо      | Слалом            | 57.72           | 58.50   | 1:56.22   | 26        |
| Мария Хосе Рьенда Контрерас | Слалом            | 56.18           | 55.93   | 1:52.11   | 15        |

### Лыжные гонки
Мужчины
| Дистанция                                   | Спортсмен                 | Результат         | Результат |
| Дистанция                                   | Спортсмен                 | Время             | Место     |
| ------------------------------------------- | ------------------------- | ----------------- | --------- |
| 30 км свободным стилем, общий старт         | Йохан Мюлегг              | дисквалифицирован | -         |
| 30 км свободным стилем, общий старт         | Хариц Сунсунеги Эчеваррия | 1’17:06.5         | 41        |
| 30 км свободным стилем, общий старт         | Хуан Хесус Гутьеррес      | 1’14:05.1         | 17        |
| 50 км классическим стилем, раздельный старт | Йохан Мюлегг              | дисквалифицирован | -         |
| 50 км классическим стилем, раздельный старт | Хариц Сунсунеги Эчеваррия | не финишировал    | -         |
| 50 км классическим стилем, раздельный старт | Хуан Хесус Гутьеррес      | 2’15:14.4         | 20        |

20 км (10 км классическим стилем + 10 км свободным стилем), гонка преследования
| Спортсмен                 | 10 км классическим | 10 км классическим | 10 км свободным   | 10 км свободным |
| Спортсмен                 | Время              | Место              | Время             | Итоговое место  |
| ------------------------- | ------------------ | ------------------ | ----------------- | --------------- |
| Йохан Мюлегг              | дисквалифицирован  | -                  | дисквалифицирован | -               |
| Хариц Сунсунеги Эчеваррия | 29:01.3            | 56 Q               | 27:41.0           | 54              |
| Хуан Хесус Гутьеррес      | 28:06.7            | 43 Q               | 25:47.5           | 37              |

#### Аннулированные результаты
| Спортсмен    | Страна  | Место | Соревнование                                     | Источник |
| ------------ | ------- | ----- | ------------------------------------------------ | -------- |
| Йохан Мюлегг | Испания | 1     | Мужчины — Лыжная гонка 50 км классическим стилем | [ 8 ]    |
| Йохан Мюлегг | Испания | 1     | Мужчины — Лыжная гонка 30 км свободным стилем,   | [ 9 ]    |
| Йохан Мюлегг | Испания | 1     | Мужчины — Лыжная гонка преследования 20 км       | [ 9 ]    |

См. также Список спортсменов, лишённых олимпийских медалей.

### Сноуборд
Старты по хафпайпу среди мужчин прошли 11 февраля в Парк-Сити, в 50 км юго-восточнее Солт-Лейк-Сити.
Мужчины — хафпайп
| Спортсмен      | Квалификация 1 спуск | Квалификация 1 спуск | Квалификация 2 спуск | Квалификация 2 спуск | Финал         | Финал         |
| Спортсмен      | Очки                 | Место                | Очки                 | Место                | Очки          | Место         |
| -------------- | -------------------- | -------------------- | -------------------- | -------------------- | ------------- | ------------- |
| Икер Фернандес | 31.0                 | 17                   | 31.1                 | 17                   | не участвовал | не участвовал |